# Истја-Сиљиола-Грета (Фиренца)
Истја-Сиљиола-Грета је насеље у Италији у округу Фиренца, региону Тоскана.
Према процени из 2011. у насељу је живело 93 становника. Насеље се налази на надморској висини од 519 м.